# Memories...Do Not Open
Albums de The Chainsmokers
Collage (en)
(2016) Sick Boy (en)
(2018)
Memories...Do Not Open est le premier album de The Chainsmokers. Sorti le 7 avril 2017, il fait suite à l'EP Collage (en) (2016).
Sa sortie est précédée par les singles Paris (en) et Something Just like This (en collaboration avec Coldplay), qui ont tous deux atteint le top 10 dans plusieurs charts nationaux.

## Liste des pistes
1. The One
2. Break Up Every Night
3. Bloodstream
4. Don't Say featuring Emily Warren (en)
5. Something Just like This avec Coldplay
6. My Type featuring Emily Warren
7. It Won't Kill Ya featuring Louane
8. Paris (en)
9. Honest
10. Wake Up Alone featuring Jhené Aiko
11. Young
12. Last Day Alive featuring Florida Georgia Line

## Classements hebdomadaires
| Classement (2017)                  | Meilleure place |
| ---------------------------------- | --------------- |
| Allemagne (Media Control AG)       | 11              |
| Australie (ARIA)                   | 4               |
| Autriche (Ö3 Austria Top 40)       | 9               |
| Belgique (Flandre Ultratop)        | 2               |
| Belgique (Wallonie Ultratop)       | 19              |
| Canada (Canadian Albums Chart)     | 1               |
| Danemark (Tracklisten)             | 7               |
| Écosse (OCC)                       | 5               |
| Espagne (Promusicae)               | 11              |
| États-Unis (Billboard 200)         | 1               |
| Finlande (Suomen virallinen lista) | 3               |
| France (SNEP)                      | 21              |
| Irlande (IRMA)                     | 3               |
| Italie (FIMI)                      | 8               |
| Norvège (VG-lista)                 | 2               |
| Nouvelle-Zélande (RIANZ)           | 4               |
| Pays-Bas (Mega Album Top 100)      | 3               |
| Portugal (AFP)                     | 17              |
| Royaume-Uni (UK Albums Chart)      | 3               |
| Suède (Sverigetopplistan)          | 3               |
| Suisse (Schweizer Hitparade)       | 9               |

## Certifications
| Pays                  | Certification | Unités certifiées |
| --------------------- | ------------- | ----------------- |
| Australie (ARIA)      | Or            | 35 000            |
| Canada (Music Canada) | 2 × Platine   | 160 000           |
| Danemark (IFPI)       | Or            | 10 000            |
| États-Unis (RIAA)     | Platine       | 1 000 000         |
| France (SNEP)         | Or            | 50 000            |
| Italie (FIMI)         | Or            | 25 000            |
| Norvège (IFPI)        | Platine       | 20 000            |
| Royaume-Uni (BPI)     | Or            | 100 000           |
| Suède (GLF)           | Platine       | 30 000            |